# Lygistorrhina brasiliensis
Lygistorrhina brasiliensis är en tvåvingeart som beskrevs av Edwards 1932. Lygistorrhina brasiliensis ingår i släktet Lygistorrhina och familjen Lygistorrhinidae. Inga underarter finns listade i Catalogue of Life.